# Mandarbani
Mandarbani é uma vila no distrito de Barddhaman, no estado indiano de Bengala Ocidental.

## Demografia
Segundo o censo de 2001, Mandarbani tinha uma população de 5497 habitantes. Os indivíduos do sexo masculino constituem 57% da população e os do sexo feminino 43%. Mandarbani tem uma taxa de literacia de 60%, superior à média nacional de 59,5%: a literacia no sexo masculino é de 70% e no sexo feminino é de 45%. Em Mandarbani, 12% da população está abaixo dos 6 anos de idade.